# Трансільванський меморандум

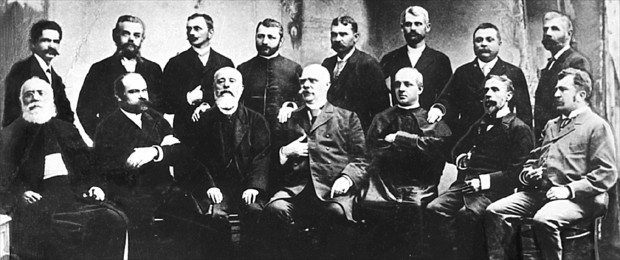
Ті, хто підписав меморандум
верхній ряд, зліва направо: Dionisie Roman, Patriciu Barbu, Dr. DOBarcianu, Gherasim Domide, Dr. Teodor Mihali, Dr. Aurel Suciu, Mihaiu Veliciu, Rubin Patiţa
нижній ряд, зліва направо: Niculae Cristea, Iuliu Coroianu, Георге Поп де Бесешті, Dr. Ioan Raţiu, Dr. Vasile Lucaciu, Dimitrie Comşa, Septimiu Albini

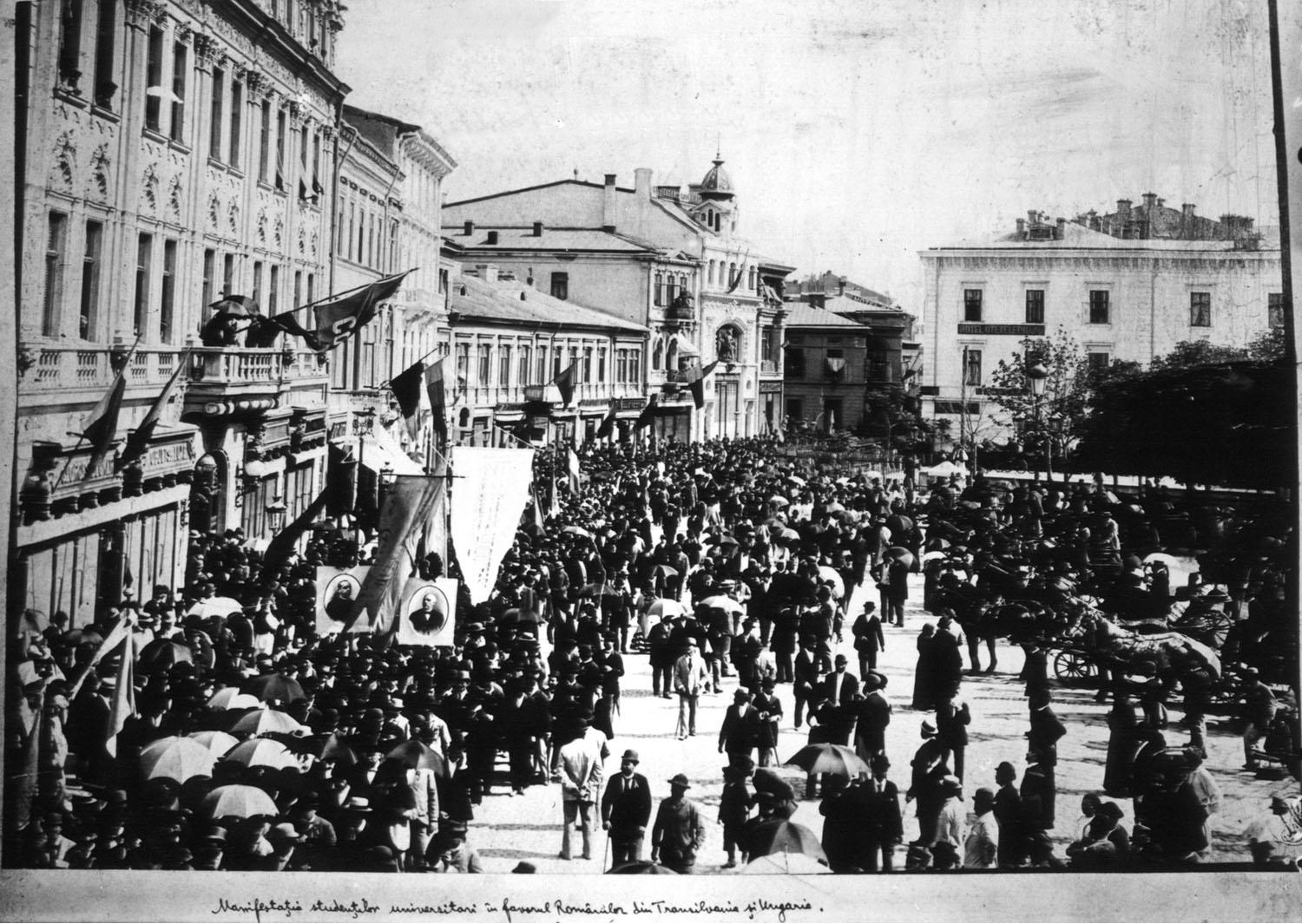
Червень 1892. Протести в Бухаресті на підтримку меморандуму

Трансільванський меморандум — петиція 1892 року, складена лідерами Румунської національної партії Partidul Național Român din Ungaria și Transilvania. У петиції до влади Австро-Угорської Імперії пред'являлися вимоги рівних з угорцями прав для румунів у Трансільванії, припинення мадяризації та спроб гонінь, вимоги політичних прав для румунів як народу.
Делегація з 300 осіб вирушила до Відня і вручила меморандум імператору Франц-Йосифу. Складання та вручення меморандуму було першою великою політичною акцією румунів Трансільванії після 1868, коли, за австро-угорською угодою 1867 та прийняттям угорським парламентом закону про національні меншини, румунські політичні діячі бойкотували участь у внутрішній політиці Угорського королівства.
Франц-Йосиф, не розглянувши меморандум, переправив його до угорського парламенту, який надіслав меморандум назад керівникам румунської делегації. Після того, як текст меморандуму з'явився в пресі і став поширюватися, у 1894 році 13 з його авторів було заарештовано та засуджено за підбурювання на строки від двох місяців до п'яти років. У процесі румунські газети Трансільванії розгорнули активну пропагандистську кампанію на захист підсудних. Кампанія була підхоплена журналістами та політиками Румунії, і вплинула на ставлення європейських держав до Угорщини. Хоча всі засуджені були амністовані в 1895, така реакція на вимоги румунів Трансільванії сприяла зменшенню їхньої лояльності та орієнтації Румунської національної партії на возз'єднання Трансільванії з Румунією.